# Stämfiskal
I en kör finns det oftast en stämfiskal per sångstämma.
Stämfiskalens uppgifter kan variera, men är ofta att ta upp närvaro på repetitionerna, medverka vid intagningsprov, ordna stämrepetitioner, vidarebefordra information från körledningen samt värva nya körmedlemmar.